# El duende de las aguas

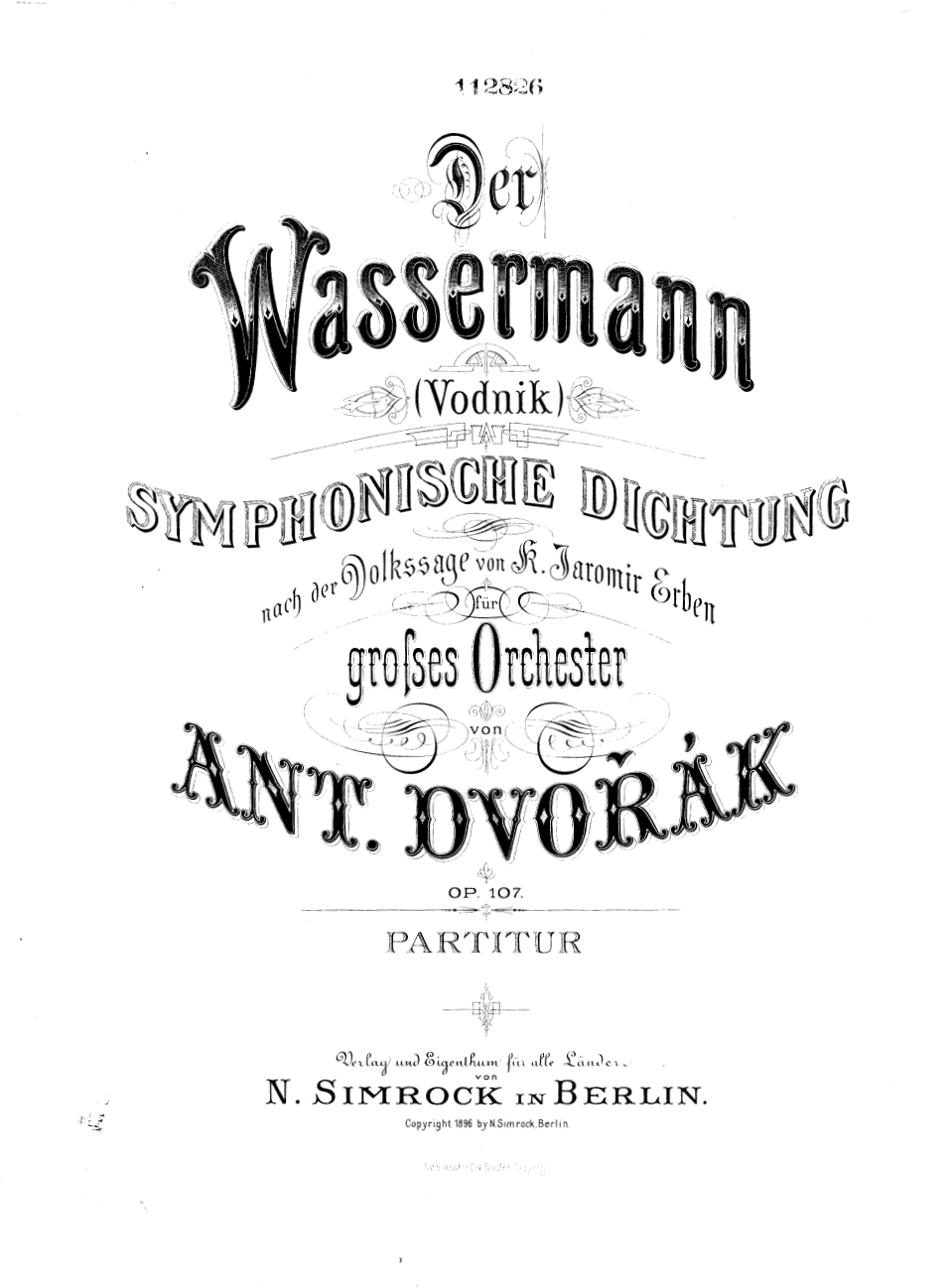
Portada de la primera edición publicada por N. Simrock en 1896.

El duende de las aguas (en checo: Vodník; publicado inicialmente por N. Simrock con el título en inglés The Water-Fay) es un poema sinfónico, op. 107 (B. 195), compuesto por Antonín Dvořák en 1896.
La fuente de inspiración fue un poema que se encuentra en una colección publicada por Karel Jaromír Erben bajo el título Kytice. Cuatro de los seis poemas sinfónicos que compuso Dvořák se inspiraron en obras de poesía que se encuentran en esa colección.

## Poema
Vodník cuenta una historia en cuatro partes de un duende de agua travieso que atrapa almas que se ahogan en tazas de té volcadas.
1. Un duende de agua está sentado en un álamo junto al lago, cantando a la luna y cosiendo un abrigo verde y botas rojas para su próxima boda.
2. Una madre le cuenta a su hija un sueño que tuvo sobre vestir a su hija con túnicas blancas arremolinándose como agua espumosa y con perlas de lágrimas que esconden una profunda angustia alrededor de su cuello. Ella siente que este sueño fue un presentimiento y advierte a su hija que no vaya al lago. A pesar de las advertencias de la madre, la hija se siente atraída por el lago como si estuviera poseída y se va al lago a lavar la ropa. En el momento en que arroja su primera prenda al agua, el puente sobre el que estaba sentada se derrumba. Cuando el agua la envuelve, es secuestrada por el malévolo duende del agua que vive allí.
3. La lleva a su castillo submarino y se casa con ella con cangrejos de río negros como padrinos de boda y peces como damas de honor. Después del nacimiento de su primer hijo, la esposa secuestrada canta una canción de cuna, lo que enfurece al duende del agua. Ella trata de calmarlo y suplica que le permitan ir a tierra firme para visitar a su madre una vez. Él cede en tres condiciones: ella no debe abrazar a una sola alma, ni siquiera a su madre; tiene que dejar al bebé como rehén; y volverá con las campanas de las vísperas vespertinas.
4. El reencuentro de madre e hija es muy triste pero lleno de amor. Cuando cae la noche, la madre angustiada se queda con su hija y le prohíbe ir incluso cuando suenan las campanas. El duende de agua se enoja, abandona su guarida en el lago y golpea la puerta ordenando a la chica que lo acompañe porque tiene que prepararle la cena. Cuando la madre le dice que se vaya y coma lo que tenga para cenar en su guarida, vuelve a llamar y le dice que hay que hacer la cama. Una vez más, la madre le dice que los deje solos, después de lo cual el duende dice que su hijo tiene hambre y llora. Ante esta súplica, la madre le dice que les lleve al niño. En una rabia furiosa, el duende regresa al lago y a través de la tormenta se escuchan gritos que traspasan el alma. La tormenta termina con un fuerte estruendo que agita a la madre y a su hija. Al abrir la puerta, la madre encuentra una cabeza diminuta separado de su cuerpo cubierto de sangre en el umbral de su choza.

## Composición
La pieza sinfónica de Dvořák, que está compuesta en forma de rondó, sigue muy de cerca los versos escritos de Erben; en muchos lugares el texto se ajusta literariamente a la música de Dvořák. Esto bien puede deberse al hecho de que Dvořák derivó sus temas de poner música a las palabras de Erben. De esta manera Dvořák produjo 7 temas, en su mayoría de cuatro compases de largo para este poema sinfónico.
Primero se introduce el duende de agua con un tema de cuatro compases que comienza con tres notas repetidas. Estas tres repeticiones resultan vitales para toda la composición: la mayoría de los otros temas comienzan con tres repeticiones, el timbal le da un ritmo de tres tiempos a la sección donde la niña quiere ir al lago, las campanas de la iglesia suenan tres veces cada una a las ocho en punto, el duende del agua golpea tres veces en la puerta.
En segundo lugar, se presenta a la hija con un tema encantador e inocente, donde el triángulo le da un brillo centelleante a sus ojos. Por muy bonito que pueda sonar este tema, la base son las mismas tres repeticiones que formaron la base del tema del duende. La gran diferencia está en la forma en que se tocan: el duende se presenta en forma de staccato, donde las tres notas son cortas y distintivas de sonido, y la niña tiene un tema tocado en legato, donde las tres notas se tocan de forma larga, y casi se deslizan el uno en el otro.
El tercer tema presenta a la madre con un tema de suspense en si menor que hace que el estado de ánimo sea aún más triste. Una vez más, su tema comienza con tres notas, aunque el ritmo de las notas cambia. El suspense está formado por el cromatismo en el tema secundario. Más tarde, Dvořák utiliza estos dos temas al revés, como si el tema secundario se convirtiera en el primario y el primario en el secundario.
La siguiente sección Dvořák cambia de menor a si mayor para indicar el estado mental persistente de la hija cuando se dirige al lago. En este apartado se le ha dado un papel importante a los timbales, que interpretan un solo, aunque se va a tocar menos alto que el resto de la orquesta. Vuelven a tocar las repeticiones de tres notas, pero Dvořák también hace una variación. Cambia de tres corcheas a cinco semicorcheas y así sucesivamente. Podría haber querido mostrar el hechizo bajo el que se encuentra la hija, pero seguro que hace que el apocalipsis venidero sea más vívido que si solo hubiera usado los 3 latidos originales. Esta sección termina con un ritardando, por lo que el oyente está preparado para un repentino remolino rápido y corto en los violines cuando el puente se agrieta.
La siguiente sección comienza con un acorde repentino mi–do–sol, cuando la niña golpea el agua. Dvořák vuelve a cambiar la tonalidad a si menor para el tema del duende de agua, y acelera el tempo a un vivo allegro vivo, que representa las aguas arremolinadas que envuelven a la niña, para lo cual Dvořák usa también el dispositivo ruso de una escala de tono completo descendente y el diabólico deleite del duende del agua.
Este poema sinfónico está orquestado para flautín, 2 flautas, 2 oboes, corno inglés, 2 clarinetes, clarinete bajo, 2 fagotes, 4 trompas, 2 trompetas, 3 trombones, tuba, timbales, bombo, platillos, triángulo, tam-tam, campanas y cuerdas.
La obra tuvo su estreno público completo en Londres el 14 de noviembre de 1896. Había recibido una representación semipública el 1 de junio de 1896 en el Conservatorio de Praga bajo la dirección de Antonín Bennewitz.

## Carta a Hirschfeld
Para el estreno austriaco en Viena por la Filarmónica de Viena bajo la dirección de Hans Richter el 22 de noviembre de 1896, se pidió al Dr. Robert Hirschfeld que escribiera las notas del programa. Para esta ocasión, Dvořák compuso una carta en la que expresaba sus intenciones y soluciones musicales para la traducción del poema de Erbens a la música. 
- Allegro vivace: el duende de agua solo (flautas).
- Andante sostenuto: la niña (clarinete) y su madre (violines), que le cuenta a la niña un mal sueño y le advierte que no se acerque al lago.
- Allegro vivo: la niña ignora la advertencia (violines y oboes) y cae al lago, y en manos del duende del agua.
- Andante mesto come prima: la miseria del mundo submarino.
- Un poco più lento e molto tranquillo: la niña canta una canción de cuna para su bebé (flauta y oboe).
- Andante: el duende del agua le dice que deje de cantar enfurecido y se pelean, que termina con que a la niña se le permita ir a visitar a su madre, pero tiene que estar de regreso antes de las campanas de las vísperas (medianoche).
- Lento assai: la niña se va a casa de su madre (violonchelos y trombones), donde tienen un triste reencuentro.
- Allegro vivace: la tormenta en el lago, se escuchan las campanas de la iglesia después de lo cual llaman a la puerta y finalmente un fuerte golpe cuando el duende lanza al niño muerto contra la puerta.
- Andante sostenuto: croar de ranas (flautín y flauta), el lamento de la madre sobre ese viernes, que fue un día de mala suerte (corno inglés y clarinete bajo), la terrible angustia de la madre (oboes, violonchelos y contrabajos). El duende de agua desaparece misteriosamente en las profundidades del lago.